# Silverbandad knot
Silverbandad knot (Chelidonichthys obscurus) är en bottenfisk i familjen knotfiskar (Triglidae) som finns i östra Atlanten. 

## Utseende
Den silverbandade knoten är avlång med ett stort, benklätt huvud, och en kropp färgad i grårött till brunrött med ett silverfärgat, längsgående sidoband. Den påminner om en rödknot med murrigare färger, men de tvärribbor som hos rödknoten utgår från sidolinjen och uppåt, är hos denna art begränsade till själva den pärlglänsande sidolinjen. Arten har två ryggfenor; en främre med taggstrålar, och en bakre med mjukstrålar. Den andra taggstrålen i den främre ryggfenan är starkt förlängd. Arten kan bli upp till 36 cm lång.

## Vanor
Arten är en bottenfisk som lever vid mjuka och klippiga bottnar på kontinentalhyllan ner till 170 m djup.
 Arten lever framför allt av kräftdjur som pungräkor och mindre tiofotade kräftdjur.

## Utbredning
Utbredningsområdet omfattar östra Atlanten från södra Brittiska öarna till Mauretanien, Azorerna och Madeira. Den går in i Medelhavet men saknas i norra Egeiska havet och Svarta havet.